# MetLife Stadium
Das MetLife Stadium ist ein Footballstadion in der US-amerikanischen Stadt East Rutherford im Bundesstaat New Jersey. Es ist Teil des Meadowlands Sports Complex’ und befindet sich im Besitz der beiden NFL-Franchises New York Giants und New York Jets, die auch die Betreiber sind. Der Neubau für 1,6 Milliarden US-Dollar ersetzte 2010 das mittlerweile abgerissene, direkt angrenzende Giants Stadium. Die komplett durch die beiden Teams finanzierte Sportarena ist mit einer Kapazität von 82.500 Zuschauern nach dem AT&T Stadium der Dallas Cowboys, bei Football erweiterbar auf über 105.000 Plätze, die zweitgrößte Spielstätte der National Football League. Für Veranstaltungen abseits des American Football finden bis zu 90.000 Zuschauer Platz im Stadion.

## Geschichte
Der Bau des späteren MetLife Stadium begann am 5. September 2007. Das Stadion wurde vier Monate vor dem Fertigstellungstermin fertig und die Kosten blieben im Budget. Eröffnet wurde es am 10. April 2010 unter der Bezeichnung New Meadowlands Stadium mit der jährlich stattfindenden College-Lacrosse-Veranstaltung Big City Classic. Zunächst war geplant, die Sponsoringrechte an der Veranstaltungsstätte an den Allianz-Konzern zu veräußern. Nach heftiger Kritik wegen der Rolle des deutschen Versicherungskonzerns im Nationalsozialismus wurden diese Pläne jedoch fallen gelassen. Schließlich erwarb das in New York City ansässige Versicherungsunternehmen MetLife 2011 die Sponsoringrechte für 25 Jahre bis 2036. Die Stadionfassade aus Aluminium kann je nach Veranstaltung mit unterschiedlichen Farben beleuchtet werden – blau für die Giants, grün für die Jets, rot für ein Konzert und weiß für andere Veranstaltungen. Die Technik wurde erstmals bei der Allianz Arena in München verwendet.

## Veranstaltungen
2011 fanden zwei der Viertelfinalpartien des CONCACAF Gold Cup in East Rutherford statt. Am 7. April 2013 fand die WrestleMania XXIX (29) im MetLife Stadium statt, Spiele der Gruppe Ost beim Fußballturnier International Champions Cup 2013 mit dem FC Valencia, Inter Mailand sowie dem FC Chelsea und AC Mailand kamen in der Sportarena zur Austragung. Am 2. Februar 2014 machte der Super Bowl XLVIII Station im Stadion. Es war der erste Super Bowl unter freiem Himmel in der Winterzeit im Norden des Landes, da sonst eher wärmere Austragungsorte im Süden oder überdachte Stadien ausgewählt werden. 2015 war das Footballstadion eines von 14 Stadien, in dem der CONCACAF Gold Cup 2015 ausgetragen wurde. Am 26. Juni 2016 war das MetLife Stadium, neben weiteren Partien, der Austragungsort des Endspiels der Copa América Centenario. Am 7. April 2019 fand im MetLife Stadium Wrestlemania 35 statt. Im Juli 2025 wurden dort die Halbfinal-Partien und das Endspiel der FIFA Klub-Weltmeisterschaft ausgetragen, was der diesjährige Conference-League-Sieger FC Chelsea für sich entscheiden konnte. Ein Jahr später treffen die Halbfinalsieger der Fußball-Weltmeisterschaft 2026 dort im Finale aufeinander.
Neben den Sportveranstaltungen ist das MetLife Stadium wie schon das Giants Stadium eine häufig genutzte Konzertarena.

## Galerie

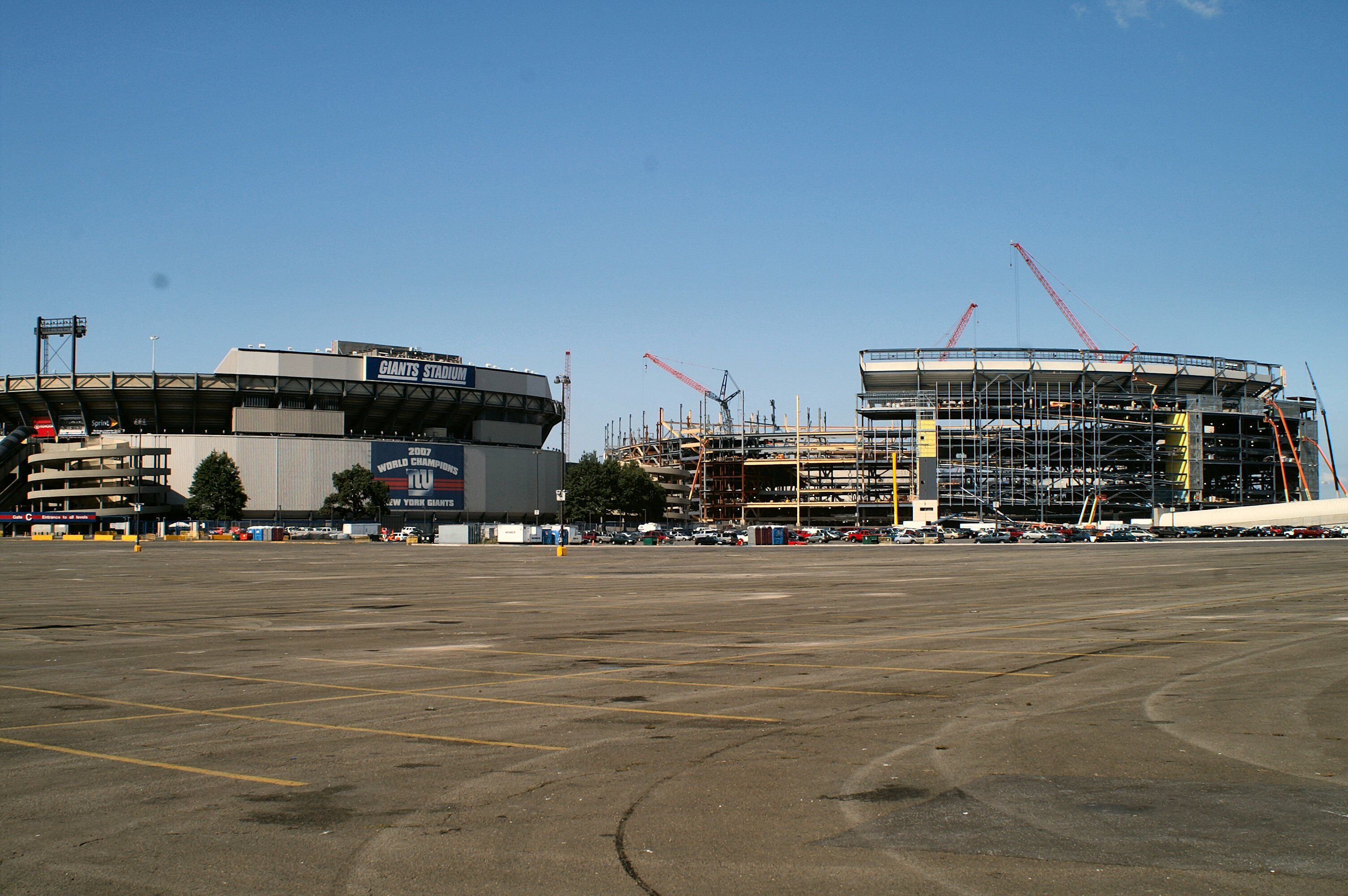
Das MetLife Stadium (rechts) während der Bauarbeiten im September 2008; links das inzwischen abgerissene Giants Stadium.
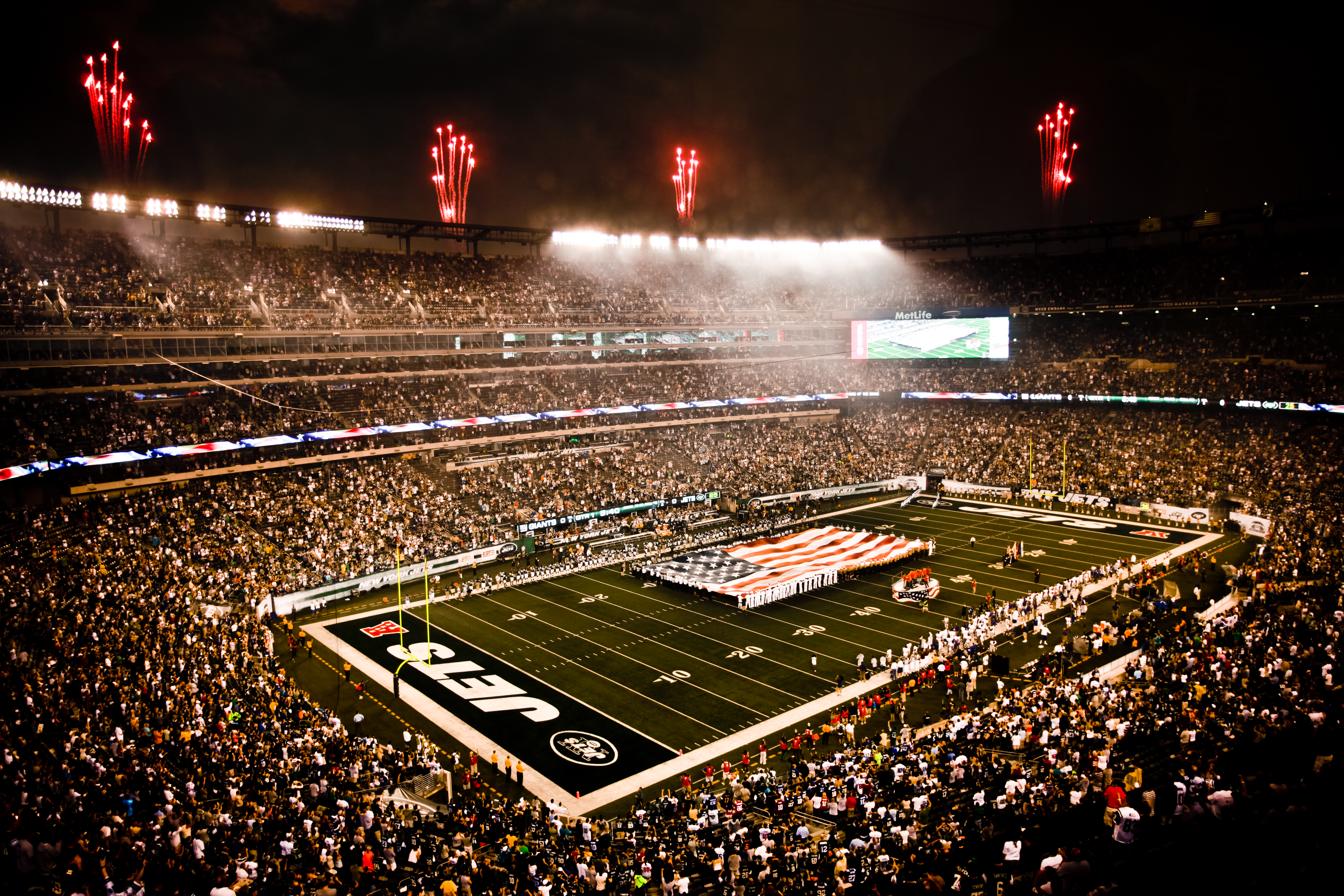
Die US-amerikanische Flagge wird anlässlich des ersten Footballspiels des Stadions am 16. August 2010 zwischen den Jets und den Giants entfaltet.
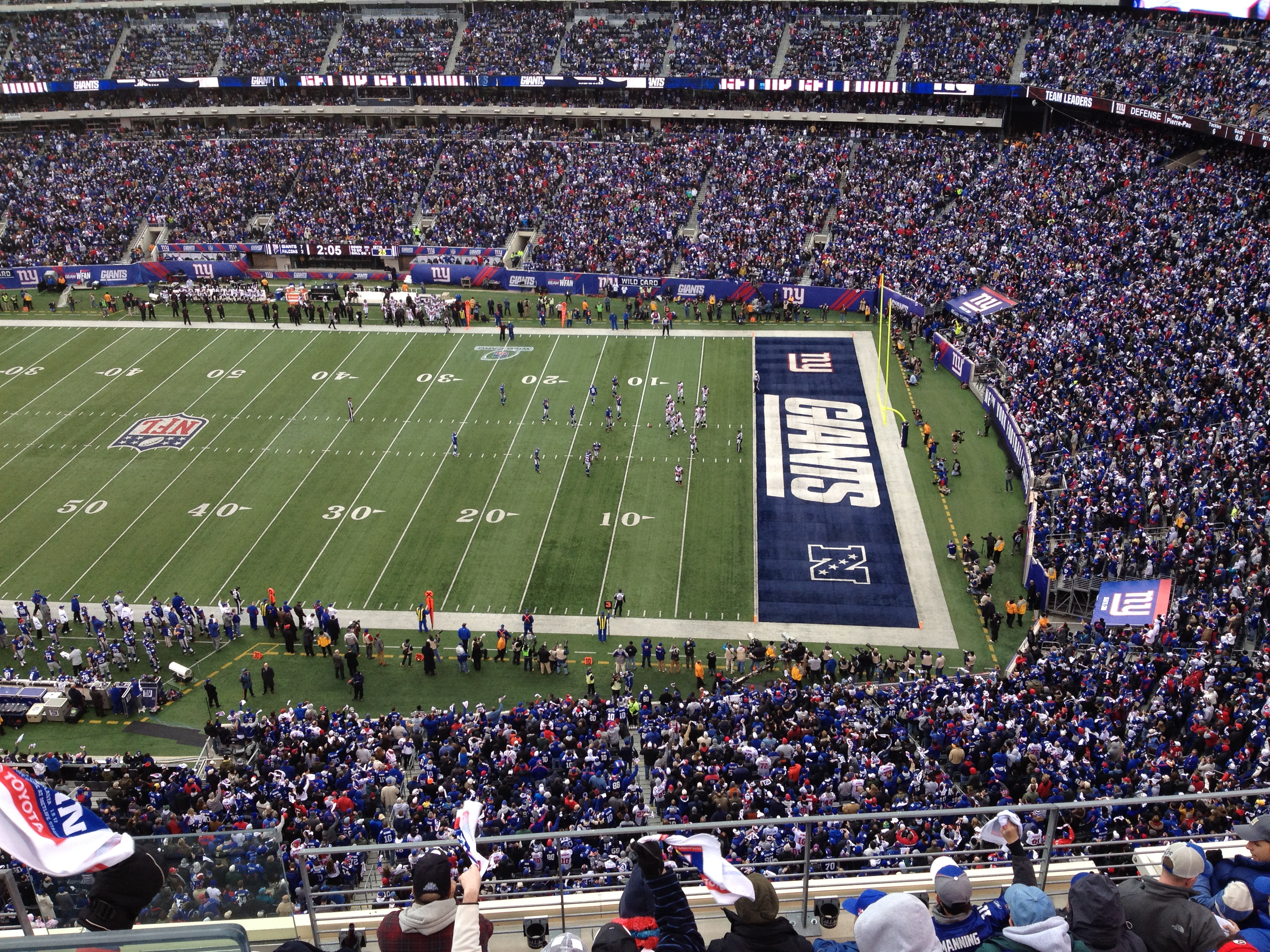
Spiel der NY Giants gegen die Atlanta Falcons am 8. Januar 2012.